# Helena Faucit
Helena Saville Faucit (Londra, 11 ottobre 1817 – Llangollen, 31 ottobre 1898) è stata un'attrice teatrale inglese.

## Biografia
Figlia degli attori John Saville Faucit e Harriet Elizabeth Savill, durante la sua infanzia visse la loro separazione (la madre si unì poi con William Farren a partire dal 1825). Il primo personaggio che interpretò fu Giulietta nel modesto teatro di Richmond (un sobborgo di Londra) nel 1833, mentre il suo debutto professionale avvenne il 5 gennaio 1836 quando recitò la parte di Julia nell'opera The Hunchback di James Sheridan Knowles.

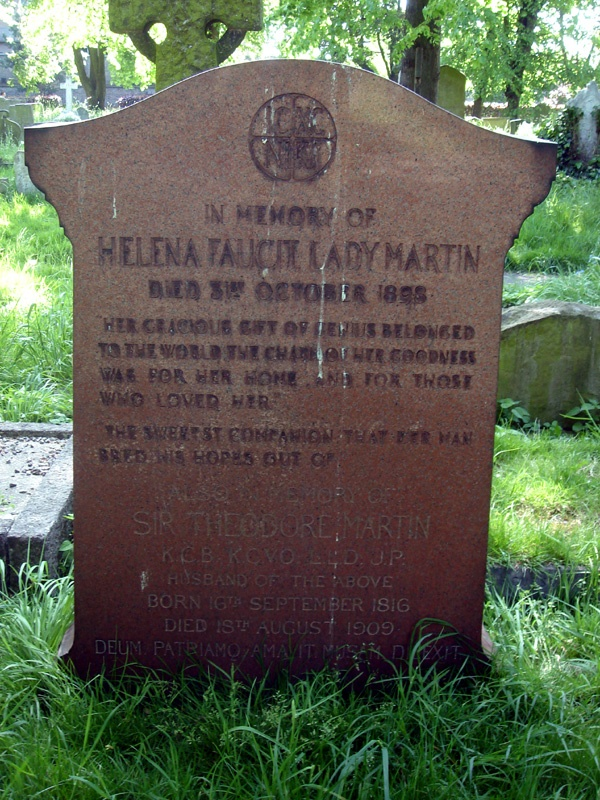
Monumento funerario, cimitero Brompton, Londra

Altri ruoli importanti furono quello di Belvidera nel dramma di Thomas Otway Venice Preserved e Margaret in The Separation di Joanna Baillie, recito molti ruoli shakespeariani al tempo in cui William Charles Macready fece parte della compagnia della Royal Opera House. Faucit in seguito seguì Macready nel Haymarket Theatre. Nel 1851 si sposò con il poeta e scrittore Theodore Martin, nell'ottobre 1898 morì nella sua casa vicino Llangollen nel Galles.